# Bangladesch-Zyklon von 1991
Der Bangladesch-Zyklon von 1991 (IMD-Bezeichnung: BOB 01, JTWC-Bezeichnung: 02B) gehörte zu den opferreichsten bekannten tropischen Zyklonen. Am 29. April 1991 traf dieser heftige Zyklon mit Windgeschwindigkeiten bis 260 km/h die Division Chittagong im Südosten Bangladeschs. Der Zyklon verursachte eine sechs Meter hohe Flutwelle, die ein großes Gebiet betraf. 138.000 Menschen kamen ums Leben, zehn Millionen wurden obdachlos.

## Sturmverlauf

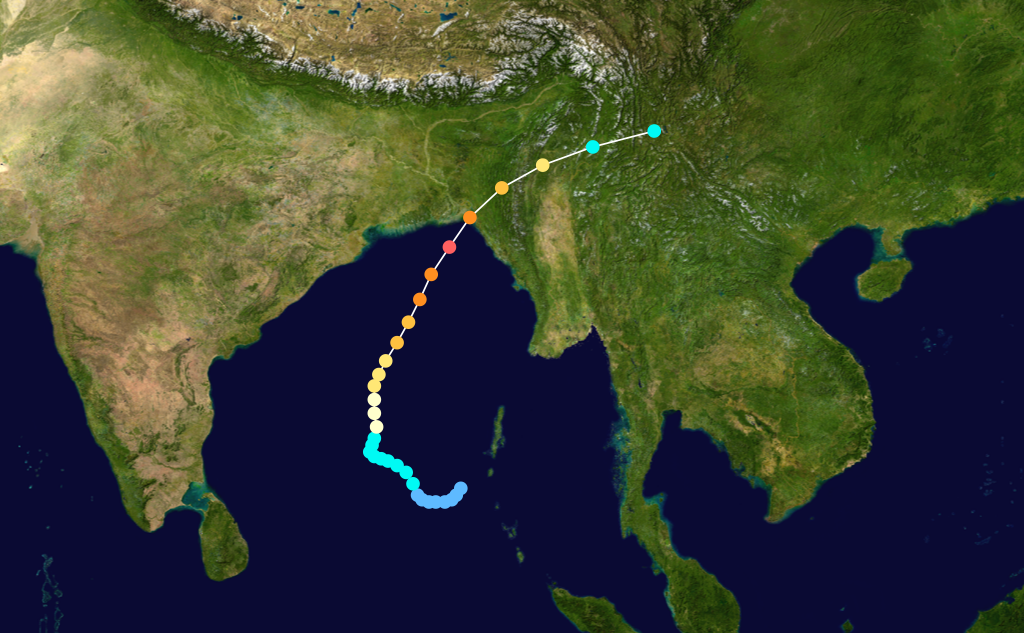
Zugbahn des Zyklons

Ein Bereich starker Bewölkung, teils zu einem monsunalen Trog gehörend, entwickelte sich am 22. April im Golf von Bengalen zu einer tropischen Depression. Windgeschwindigkeit und Größe des Tiefs erhöhten sich. Am 24. April wurde er zum Tropischen Sturm 02B heraufgestuft. Das enorm große Windfeld umfasste nahezu den gesamten Golf.
Der Sturm bewegte sich langsam nordwestwärts, wobei er sich allmählich weiter verstärkte und am 27. April Zyklonstärke erreichte. Zunächst bewegte sich der Zyklon zwischen zwei Hochdruckgebieten im Nordwesten und im Osten. Als er von der Westwindströmung in mittleren Höhen erfasst wurde, drehte er langsam nordostwärts ein. Die Westwindströmung unterstützte das Ausfließen von Luftmassen in höheren Schichten. In Kombination mit den hohen Wassertemperaturen verstärkte der Sturm sich weiter.
Am 28. und 29. April, als der Zyklon beschleunigt nach Nordosten zog, erreichte er eine mit einem Hurrikan der Kategorie fünf vergleichbare Stärke. Am Abend des 29. April ging er knapp südlich von Chittagong an Land, immer noch mit einer Stärke der Kategorie 4. Dieses Verhalten kurz vor dem Erreichen des Landes erinnert an den Hurrikan Katrina von 2005.
Der Sturm schwächte sich über Land rasch ab und löste sich am 30. April über dem Westen Yunnans auf.

## Schäden

### Opfer

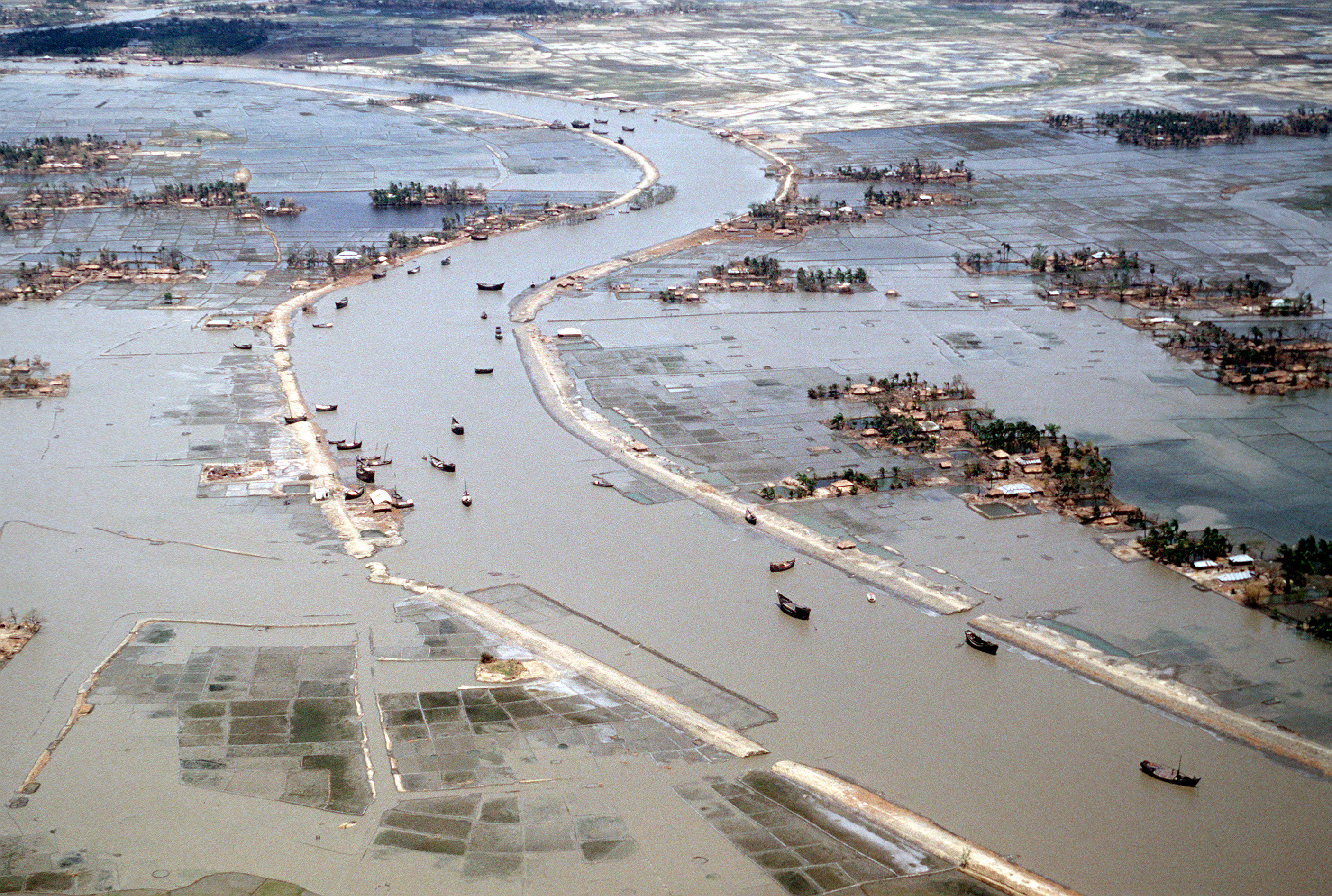
Überflutungen an einem Fluss in Bangladesch

Mindestens 138.000 Menschen wurden getötet, die meisten in der Division Chittagong. Die meisten ertranken. Die größte Zahl der Opfer gab es unter Kindern und älteren Menschen. Obwohl nach dem verheerenden Zyklon von 1970 Schutzgebäude gebaut worden waren, wurden viele Menschen erst wenige Stunden vor der Katastrophe gewarnt und wussten nicht, wo es Schutzgebäude gab. Andere verließen den gefährdeten Bereich nicht, weil sie glaubten, dass der Sturm nicht so schlimm würde wie vorhergesagt. Andererseits wird geschätzt, dass zwei Millionen Menschen aus den am stärksten gefährdeten Bereichen evakuiert werden konnten. Sonst wäre die Zahl der Opfer noch weitaus höher ausgefallen.

### Sachschäden

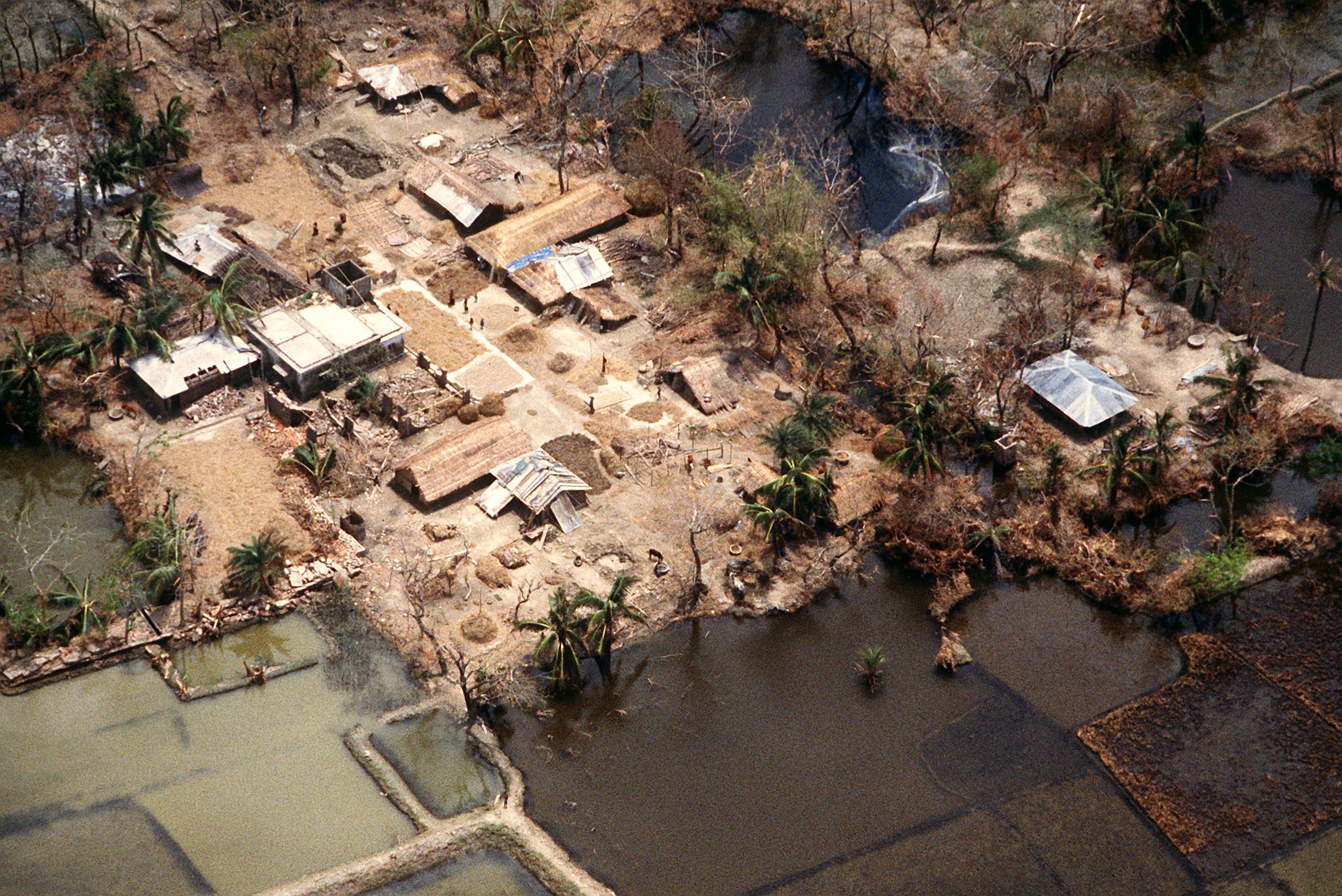
Ein zerstörtes Dorf in Bangladesch, umgeben von überfluteten Feldern, drei Wochen nachdem der Zyklon die Region getroffen hatte.

Der Sturm verursachte etwa 1,5 Milliarden US-Dollar (1991) Schäden. Der Orkan und die Sturmflut verwüsteten die Küste. Obwohl beispielsweise ein Betondamm die Mündung des Karnaphuli in Patenga südlich von Chittagong schützte, wurde er von der Flut davongespült. Der Zyklon warf einen 100 Tonnen schweren Kran aus dem Hafen von Chittagong auf eine Brücke über den Karnaphuli, die in zwei Teile zerbrach. Viele Boote und kleinere Schiffe wurden an Land gespült.
Auch die Basen von Luftwaffe und Marine von Bangladesch in Chittagong wurden schwer getroffen. Die Marinebasis „Isha Khan“ in Patenga wurde überflutet, dabei wurden viele Schiffe stark beschädigt. Die meisten der dort stationierten Kampfflugzeuge wurden ebenfalls beschädigt.
Nahezu eine Million Häuser wurden zerstört, wodurch zehn Millionen Menschen (fast zehn Prozent der Gesamtbevölkerung Bangladeschs) obdachlos wurden.
Viele Uferbefestigungen wurden, ebenso wie ganze Dörfer, einfach weggespült. Noch drei bis vier Wochen, nachdem der Zyklon gewütet hatte, zerstörte Erosion viel Farmland und zahlreiche Bauern wurden arbeitslos.

### Internationale Hilfe

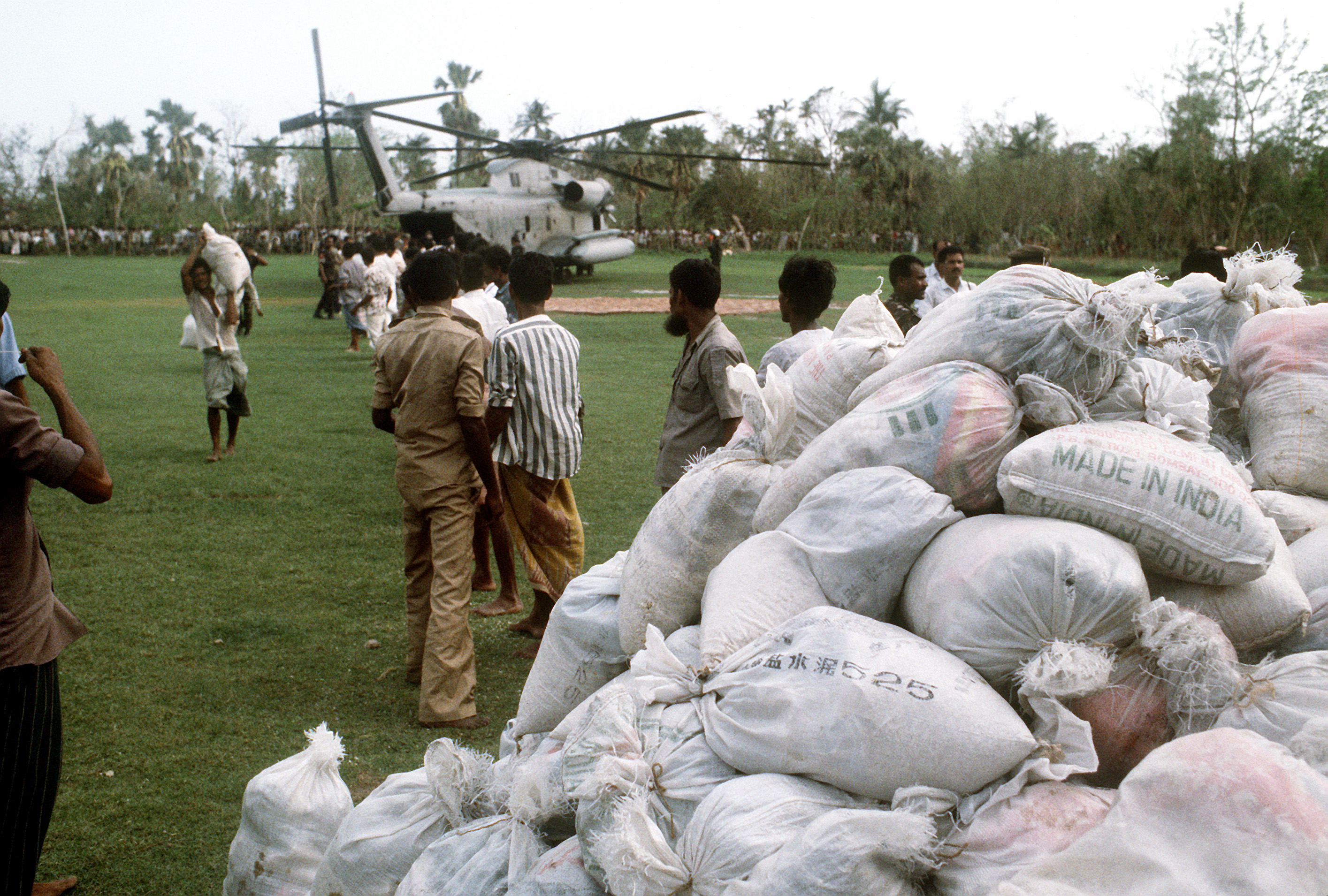
Bewohner entladen internationale Hilfsgüter aus einem US Hubschrauber

Eine Eingreiftruppe der US-Marine, bestehend aus 15 Schiffen und 2500 Mann Besatzung, die sich auf dem Rückweg vom Golfkrieg in die USA befand, wurde in den Golf von Bengalen umgeleitet. Das war Teil der Operation „Sea Angel“, eine der größten jemals durchgeführten militärischen Hilfseinsätze, an der sich auch Großbritannien, China, Indien, Pakistan und Japan beteiligten.
Die Operation „Sea Angel“ begann am 10. Mai 1991, als US-Präsident Bush das Militär anwies, humanitäre Hilfe anzubieten. Über 7000 Soldaten wurden nach Bangladesch entsandt und unterstützten nahezu zwei Millionen Menschen mit Nahrung, Wasser und medizinischer Hilfe. 3000 Tonnen Hilfslieferungen retteten das Leben von 200.000 Menschen.

## Name des Orkans
In mehreren Quellen wird der Orkan mit unterschiedlichen Namen bezeichnet, darunter „Gorky“ und „Marian“. Einen offiziellen Namen hat er vom Joint Typhoon Warning Center jedoch nicht bekommen. Er wurde dort als „Tropischer Zyklon 02B“ bezeichnet.